# All You Ever Wanted
All You Ever Wanted is een nummer van de Britse singer-songwriter Rag'n'Bone Man uit 2021. Het is de eerste single van zijn tweede studioalbum Life by Misadventure. 
"All You Ever Wanted" betekende de comeback van Rag'n'Bone Man na een tijdje geen nieuwe muziek meer te hebben uitgebracht. Het nummer is meer uptempo en rock-georiënteerd dan zijn vorige singles. Hoewel het nummer een vrolijk geluid kent, vertelt het nummer het verhaal van een man die verdrietig om zich heen kijkt in de stad waar hij is opgegroeid, omdat de dierbare plekken die hij zich herinnert er niet meer zijn. Dit komt neer op de zanger zelf, die zei: "De aanblik van Brighton en Londen maakte me verdrietig. Ik dacht aan alle geweldige plekken waar ik mijn jeugd doorbracht, maar die er nu niet meer zijn".
Rag'n'Bone Man had met "All You Ever Wanted" meteen een hitje te pakken in zijn thuisland het Verenigd Koninkrijk, waar het een bescheiden 29e positie pakte. Buiten het Verenigd Koninkrijk werd het ook in Polen, Hongarije en het Nederlandse taalgebied een bescheiden succesje. In Nederland bereikte het nummer de eerste positie in de Tipparade, terwijl het in Vlaanderen een plek lager kwam in de Tipparade.